# Палац Ценіної (Котюжани)
48°46′24″ пн. ш. 27°41′32″ сх. д. / 48.773212° пн. ш. 27.692262° сх. д.
Палац Ценіної — садиба, пам'ятка архітектури і містобудування національного значення початку ХХ ст. Розташована садиба у пейзажному парку та фруктовому садку, над річкою Лядова у селі Котюжани, Мурованокуриловецької громади Могилів-Подільського району Вінницької області.

## Історія
Спочатку будинок палацу був одноповерховим, збудований попередніми власниками Дзержеками (1885 р.). На початку ХХ століття його викупив відставний генерал Іван Дмитрович Ценін.
У 1910 році, під час селянських виступів будинок згорів. У 1912 році на тому ж місці вдова Євгенія Миколаївна Ценіна відбудувала спалений палац за проєктом архітектора Оскара Мунца.
Новий палац є цегляним, двоповерховим, симетричний в композиції, з аттиком і центральним ризалітом, збудований у стилі неоренесансу.
На фасаді розміщені барельєфи з античними рослинними мотивами. Оздоблення інтер'єрів — настінний розпис та мармурові панелі не збереглися.
Перед Другою світовою війною у будівлі палацу розмістилася школа-інтернат.

## Сьогодення
На сьогодні в палаці розташовується комунальний заклад «Котюжанівський навчально-реабілітаційний центр».
Парк у якому розташована садиба є пам'яткою садово-паркового мистецтва «Вікторія», об'єктом природно-заповідного фонду місцевого значення з 1995 року.

## Галерея

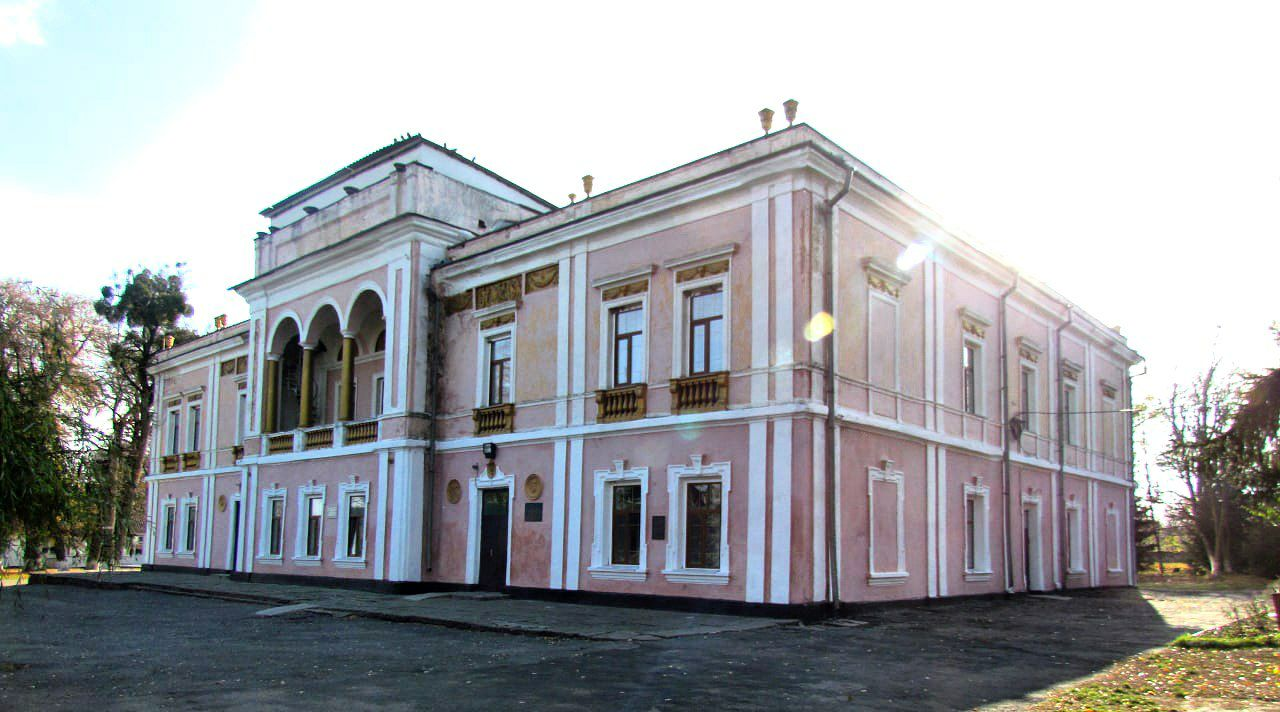
палац
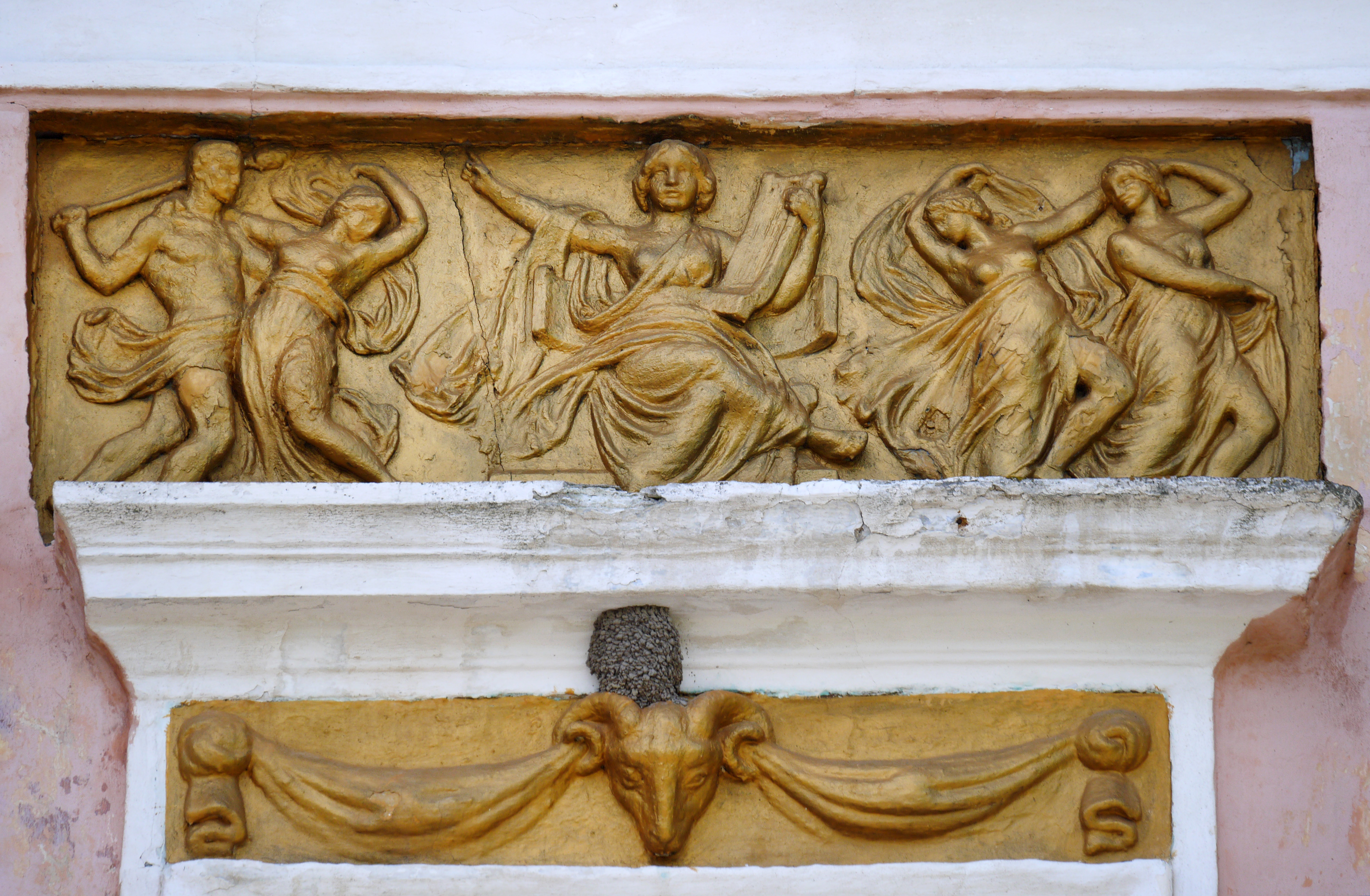
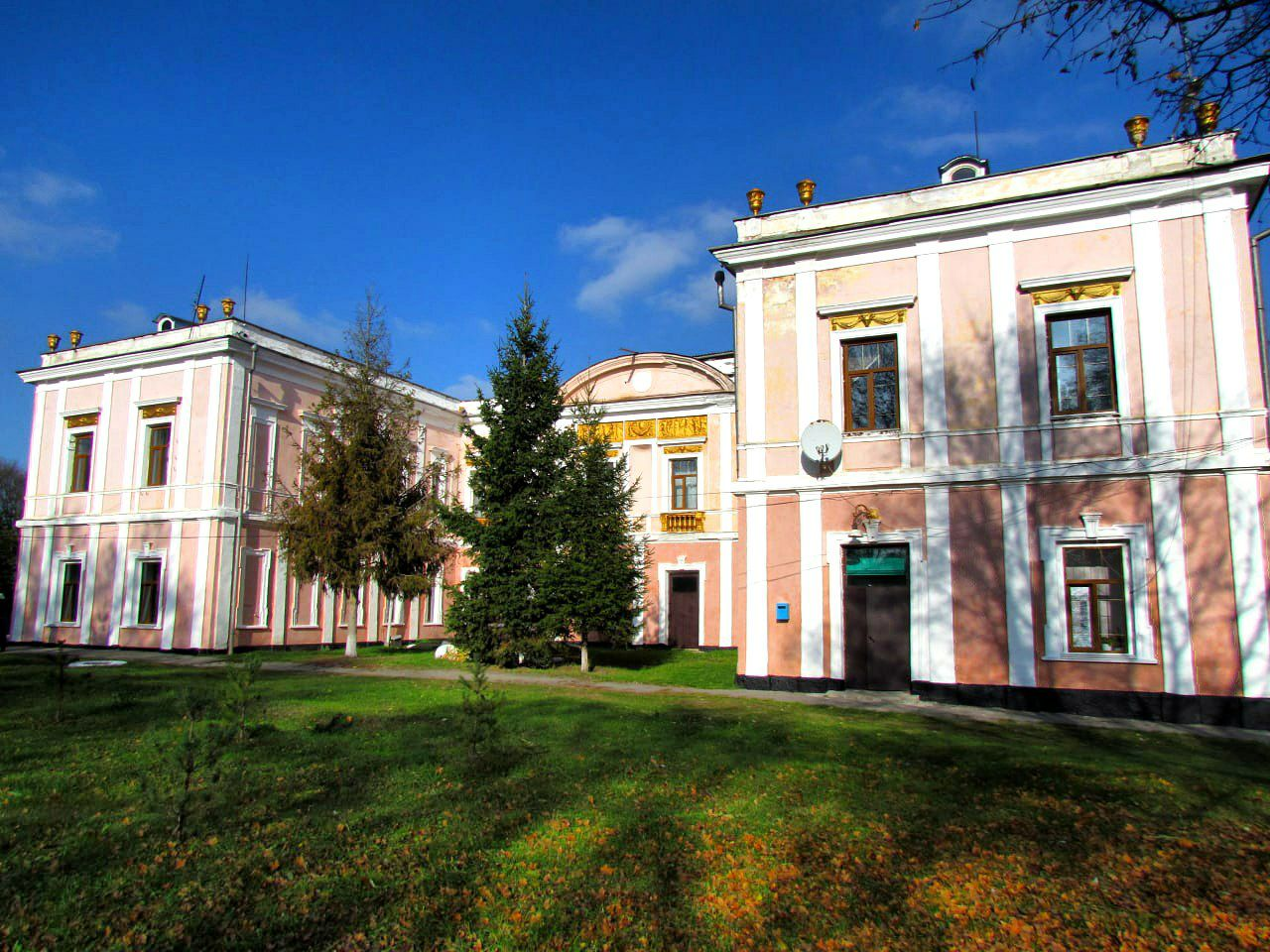
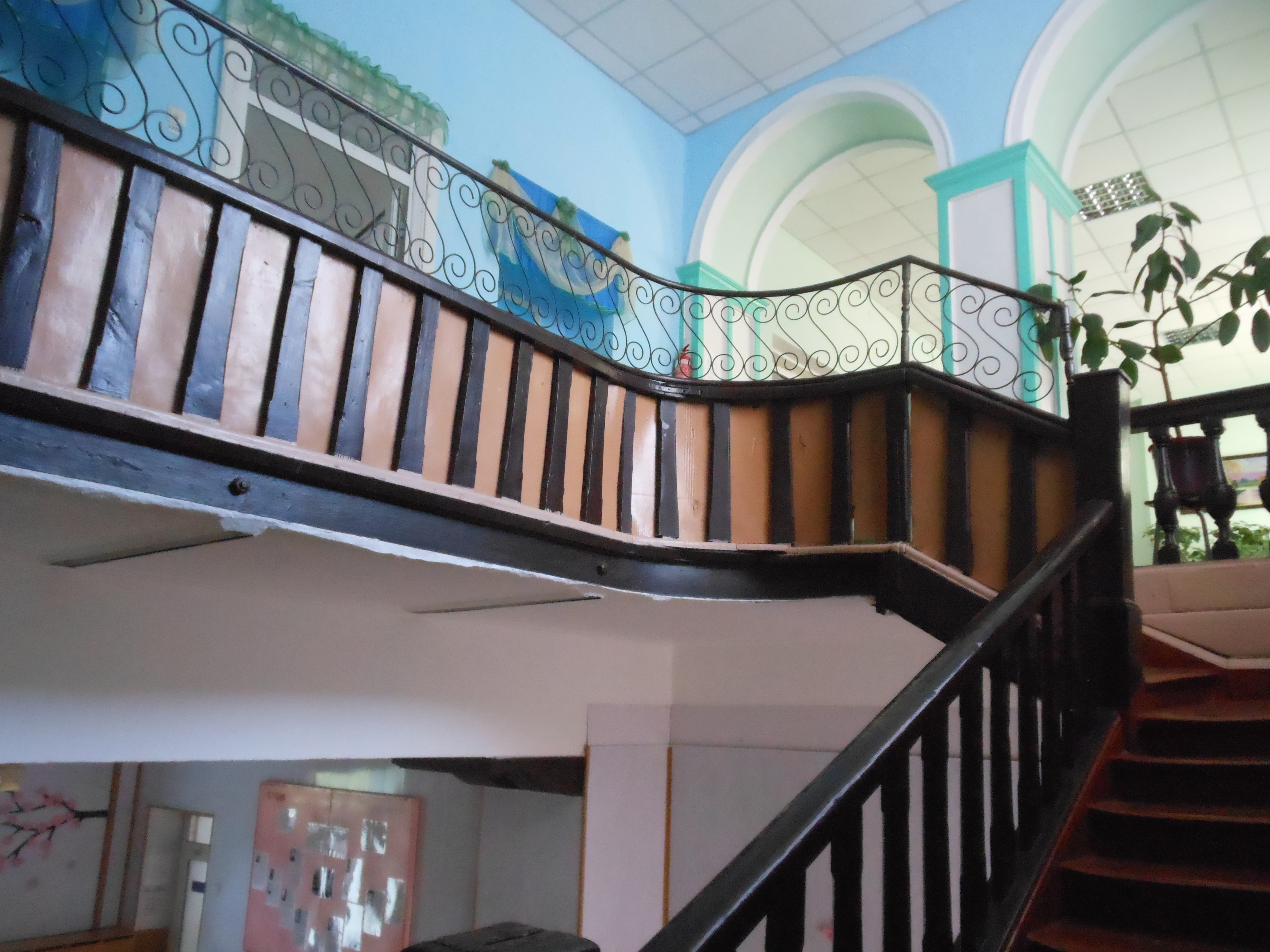
інтер'єр
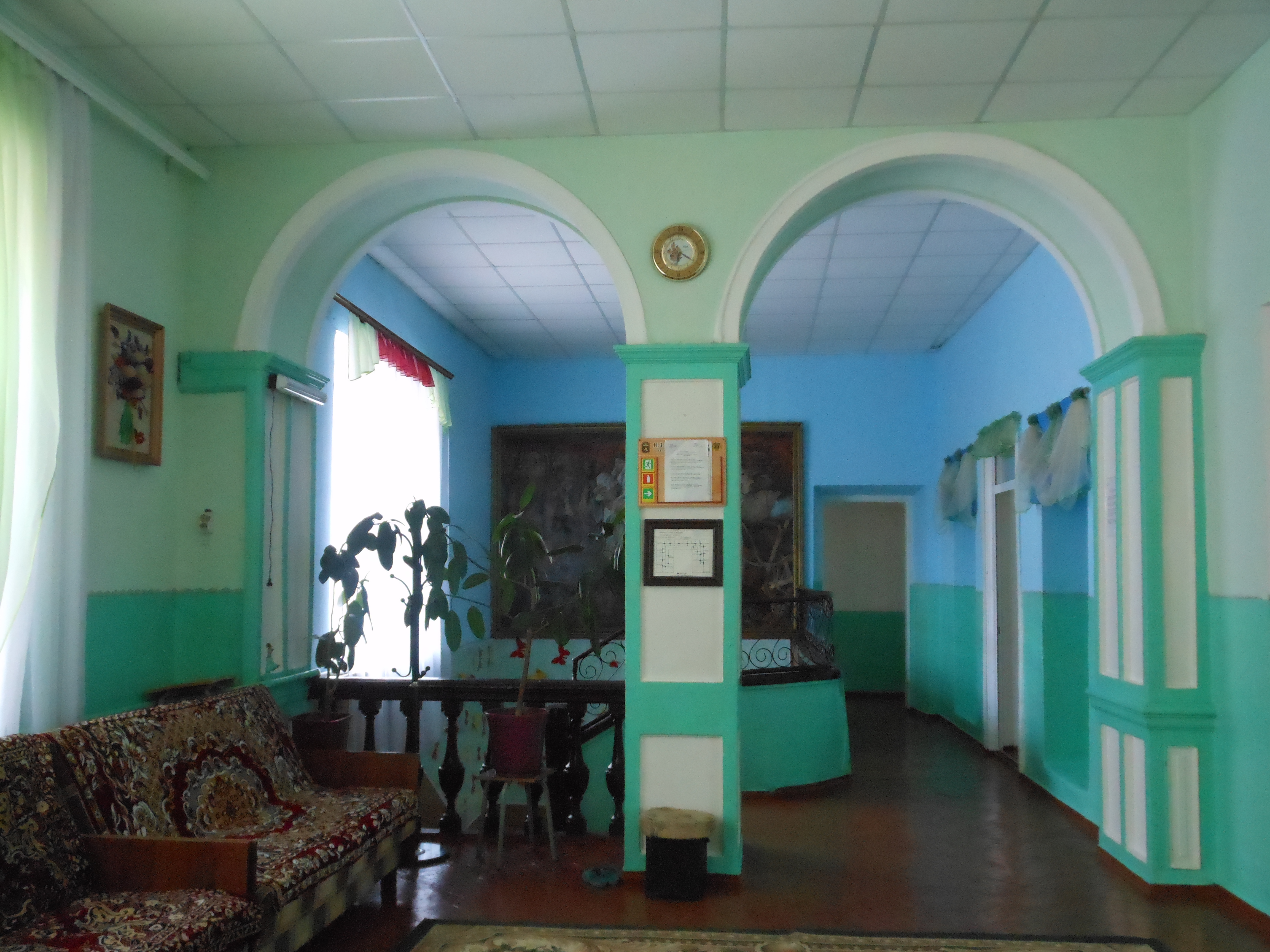
інтер'єр
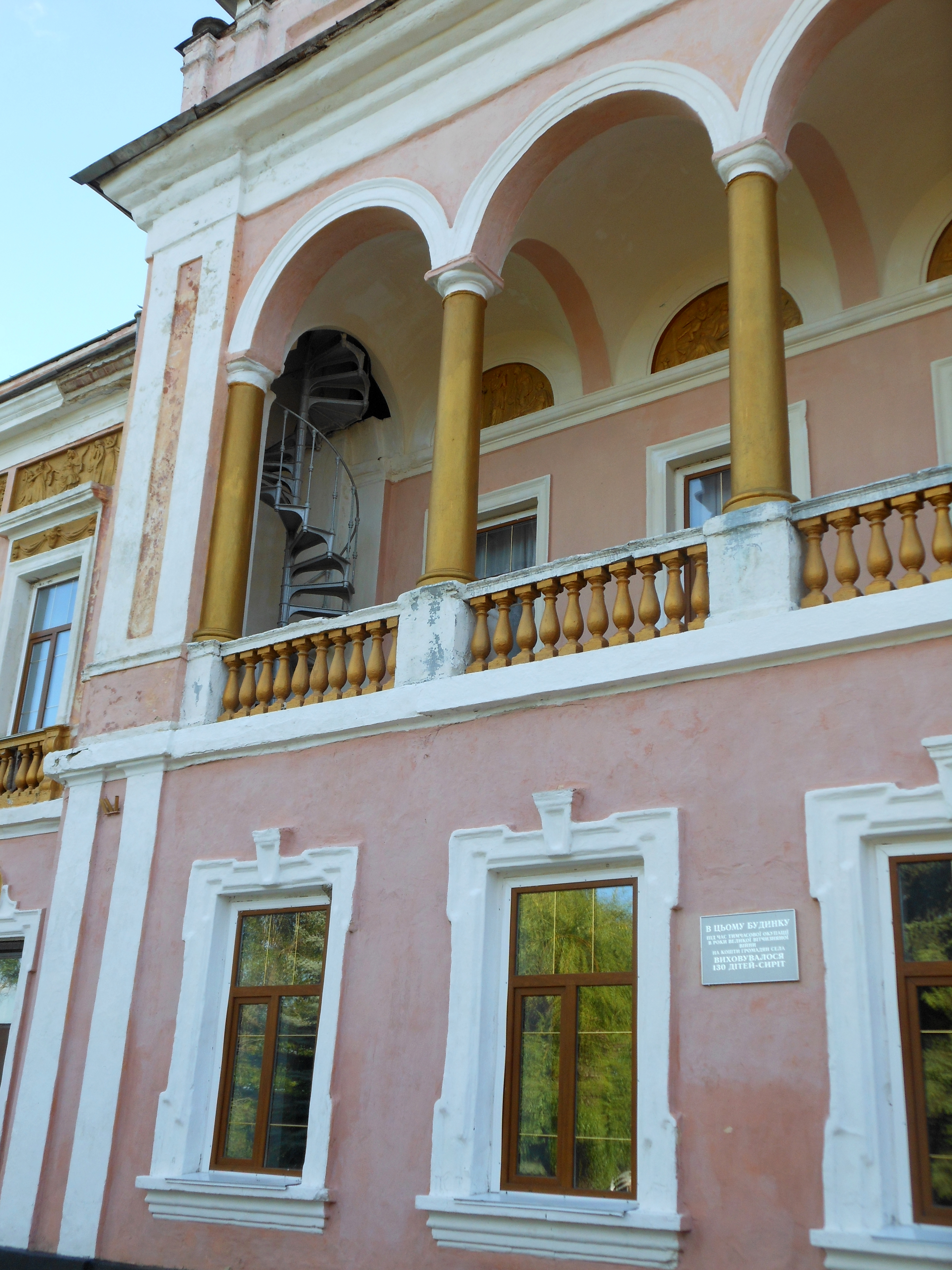